# Düsseldorfer Heine-Ausgabe
Die Düsseldorfer Heine-Ausgabe (DHA) ist eine historisch-kritische Edition der Werke des Schriftstellers Heinrich Heine (1797–1856).
Die von Manfred Windfuhr im Auftrag der Stadt Düsseldorf mit Unterstützung der Deutschen Forschungsgemeinschaft der Freien und Hansestadt Hamburg sowie des nordrhein-westfälischen Kultusministeriums herausgegebene und bei Hoffmann und Campe verlegte Ausgabe erschien zwischen 1973 und 1997. Ihre Vorgeschichte reicht allerdings bis in die Mitte der 1950er Jahre zurück. Im Heine-Jahr 1956 (100. Todestag) wurde erstmals öffentlich über den Plan einer historisch-kritischen Gesamtausgabe seiner Werke  diskutiert. Verschiedene Modelle, die eine Einbeziehung aller maßgeblichen Personen und Institutionen der damaligen Heine-Forschung anstrebten, ließen sich letztlich in der Situation des Kalten Krieges und der deutschen Zweistaatlichkeit nicht realisieren. Stattdessen wurden in den 60er Jahren in der Bundesrepublik und der DDR die Vorbereitungen für eine jeweils eigene große Heine-Ausgabe vorangetrieben. Neben der westdeutschen DHA, für die 1963 in Düsseldorf eine Arbeitsstelle eingerichtet wurde, begannen in der DDR die Vorarbeiten für die Säkularausgabe von Heines Werken (HSA), die seit 1970 von den Nationalen Forschungs- und Gedenkstätten der klassischen deutschen Literatur in Weimar (heute Klassik Stiftung Weimar) in Zusammenarbeit mit dem Centre national de la recherche scientifique (CNRS) in Paris herausgegeben wird.
Die teilweise erheblichen Unterschiede zwischen den beiden Ausgaben lassen sich bei näherer Betrachtung allerdings weniger auf weltanschauliche Gegensätze als auf unterschiedliche editorische Konzepte und Einzelentscheidungen der jeweiligen Herausgeber zurückführen. Die DHA versteht sich im Gegensatz zur HSA als reine Werkausgabe und verzichtet daher auf Heines Briefwechsel ebenso wie auf Lebenszeugnisse und andere Dokumente. Während die Säkularausgabe die unter Heines Mitwirkung veröffentlichten französischen Ausgaben seiner Schriften als eigene Fassungen seiner Werke betrachtet und ihnen eine ganze Abteilung widmet, sieht die Düsseldorfer Ausgabe in ihnen nur Varianten seiner deutschsprachigen Werke und verweist sie jeweils in den Anhang. Auch bei der Bandeinteilung und -abfolge gibt es abweichende Prinzipien. Die DHA orientiert sich primär an Gattungen, so macht die Lyrik deutlich den Anfang:
1. Buch der Lieder; Teil 1: Text; Teil 2: Apparat, 1975
2. Neue Gedichte, 1983
3. Romanzero, Gedichte 1853 und 1854, lyrischer Nachlaß; Teil 1: Text; Teil 2: Apparat, 1992
4. Atta Troll; Deutschland. Ein Wintermärchen, 1985
5. Almansor; William Ratcliff; Der Rabbi von Bacherach; Aus den Memoiren des Herren von Schnabelewopski; Florentinische Nächte, 1994
6. Briefe aus Berlin; Über Polen; Reisebilder I/II, 1973
7. Reisebilder III/IV; Teil 1: Text; Teil 2: Apparat, 1986
8. Zur Geschichte der Religion und Philosophie in Deutschland; Die romantische Schule; Teil 1: Text, 1979; Teil 2: Apparat, 1981
9. Elementargeister; Die Göttin Diana, 1987
10. Shakespeares Mädchen und Frauen und kleinere literaturkritische Schriften, 1993
11. Ludwig Börne und kleinere politische Schriften, 1978
12. Französische Maler, Französische Zustände, Über die französische Bühne; Teil 1: Text, 1980; Teil 2: Apparat, 1984
13. Lutezia I; Teil 1: Text, Apparat 1.–10. Artikel, 1988; Teil 2: Apparat 11.–42. Artikel, 1989
14. Lutezia II; Teil 1: Text, Apparat 43.–58. Artikel. 1990; Teil 2: Apparat 59.–61. Artikel und Anhang. 1991
15. Geständnisse, Memoiren und kleinere autobiographische Schriften, 1982
16. Nachträge und Korrekturen; Register, 1997

Der Herausgeber Manfred Windfuhr benennt rückblickend in seinem Erfahrungsbericht (s. Literatur) folgende Schwerpunkte für die von ihm betreute Edition: Textkritik, Kommentar, Quellenkritik sowie Zensur- und Rezeptionsgeschichte. 

Die markanteste Vorgehensweise bei der Textkritik ist das Verfahren der Restitution, der Versuch der Wiederherstellung des ursprünglichen Textes in der originalen Schreibweise. Die DHA strebt danach, die Textstufe mit dem höchsten Autorisierungsgrad heranzuziehen und gibt im Zweifel Handschriften und Druckvorlagen den Vorzug vor den Erstdrucken, da Fehler und Zensureingriffe den ursprünglich vom Autor beabsichtigten Text verformt haben können. Um die Restitutionen beim Fehlen von Druckvorstufen vornehmen zu können, wurde – schon seit 1968 auf EDV-Basis – ein Wortindex für das Heinesche Werk erstellt, der die jeweils häufigste und damit wahrscheinliche Schreibweise ermitteln lässt. Im Bereich des Kommentars ist die Düsseldorfer Ausgabe wesentlich umfangreicher als die Weimarer. Angaben zu Entstehung, Aufnahme und Überlieferung der jeweiligen Werke und Angaben von Lesarten entsprechen gängiger editorischer Praxis. Bei den Lesarten hat sich die DHA – anders als die HSA – für eine Aufführung aller Autorvarianten in Form eines genetischen Schichtenapparates entschieden, dazu kommt der Nachweis der vorgenommenen Restitutionen. Bei den Erläuterungen beschränkt der Kommentar sich nicht auf Einzel- bzw. Stellenerläuterungen, sondern versucht auch Heines Arbeitsweise und geistigen Horizont begreifbar zu machen, Abschnitts- und Gesamterläuterungen stellen größere Zusammenhänge her. Die umfangreichen Kommentare fußen auf der Mitarbeit eines Personenkreises, der deutlich über die Bearbeiter der einzelnen Bände hinausgeht und auch Redakteure und Doktoranden sowie weitere Hilfskräfte umfasst. Die Fülle des Materials führte dazu, dass mehrere Bände in zwei Teilen veröffentlicht wurden.
Schon nach dem Erscheinen der ersten Bände wurde die DHA schnell zur bevorzugten Quelle für Zitate aus Heines Werken. Die HSA konnte sich dagegen lediglich für den Briefwechsel etablieren, der einschließlich Kommentarbänden bereits 1980 komplett vorlag und 1984 durch einen Registerband erschlossen wurde. Als Leseausgabe wird weiterhin meist die zwischen 1968 und 1976 veröffentlichte Ausgabe von Klaus Briegleb verwendet.